# NGC 631
NGC 631 is een elliptisch sterrenstelsel in het sterrenbeeld Vissen. Het hemelobject werd op 27 oktober 1864 ontdekt door de Duitse astronoom Albert Marth.

## Synoniemen
- PGC 5983
- UGC 1153
- MCG 1-5-7
- ZWG 412.6
- NPM1G +05.0064